# Bosnormand
Bosnormand település Franciaországban, Eure megyében. Lakosainak száma 326 fő (2018. január 1.). Bosnormand Le Bosc-Roger-en-Roumois és Grand-Bourgtheroulde községekkel határos.

## Népesség
A település népességének változása:
| Lakosok száma | 186  | 206  | 233  | 283  | 276  | 329  | 322  | 323  | 327  | 326  |
|               | 1968 | 1975 | 1982 | 1990 | 1999 | 2011 | 2013 | 2015 | 2017 | 2018 |